# Episodi di Quando chiama il cuore (prima stagione)
La prima stagione della serie televisiva Quando chiama il cuore, composta da 12 episodi, è stata trasmessa sul canale statunitense Hallmark Channel dall'11 gennaio al 29 marzo 2014.
In lingua italiana, la stagione è stata trasmessa in prima visione assoluta da RSI La1 dal 12 giugno 2017 al 27 giugno 2017, trasmettendo gli episodi nel loro formato originale proposto da Hallmark Channel negli Stati Uniti. In Italia, la stagione è andata in onda su Rai 1 dal 3 al 20 luglio 2017. Rai 1 ha trasmesso gli episodi accorpandoli a due a due, in alcune occasioni con un montaggio parzialmente diverso dalla forma originale e non rispettando numerazione e titolazione originale.
La serie è stata pubblicata su Netflix a partire da agosto 2017, usando dei titoli differenti.
| nº | Titolo originale       | Titolo italiano              | Titolo Netflix         | Prima TV USA     | Prima TV in italiano |
| -- | ---------------------- | ---------------------------- | ---------------------- | ---------------- | -------------------- |
| 1  | Lost and Found         | Il principio                 | La scuola del coraggio | 11 gennaio 2014  | 12 giugno 2017       |
| 2  | Cease And Desist       | Lo sfratto                   | Cessare e desistere    | 18 gennaio 2014  | 13 giugno 2017       |
| 3  | A Telling Silence      | Un silenzio eloquente        | Un silenzio eloquente  | 25 gennaio 2014  | 14 giugno 2017       |
| 4  | Secrets and Lies       | Segreti e bugie              | Segreto e bugie        | 1º febbraio 2014 | 15 giugno 2017       |
| 5  | The Dance              | Il ballo                     | Il ballo               | 8 febbraio 2014  | 16 giugno 2017       |
| 6  | These Games            | I giochi dei minatori        | I giochi               | 15 febbraio 2014 | 19 giugno 2017       |
| 7  | Second Chances         | Un nuovo inizio              | Nuove chance           | 22 febbraio 2014 | 20 giugno 2017       |
| 8  | Perils of the Soloists | La recita                    | Il solo sopravvissuto  | 1º marzo 2014    | 21 giugno 2017       |
| 9  | Change of Heart        | Ripensamento                 | Ripensamento           | 8 marzo 2014     | 22 giugno 2017       |
| 10 | Love Comes First       | L'amore arriva prima         | L'amore prima di tutto | 15 marzo 2014    | 23 giugno 2017       |
| 11 | Rules of Engagement    | Una fidanzata... inaspettata | Il fidanzamento        | 22 marzo 2014    | 26 giugno 2017       |
| 12 | Prelude to a Kiss      | Preludio a un bacio          | Preludio di un bacio   | 29 marzo 2014    | 27 giugno 2017       |